# 오아시스 농업
오아이시스 농업(Oasis agriculture)은 건조 지역에서 외래 하천이나 용수, 지하수 등에서 지하수로 등에 의해 물을 끌어서 행해지는 농업이다. 나일강 유역과 사하라 사막, 이란 고원 등에서 볼 수 있다. 오아시스 주변에서도 행해진다. 재배되는 것으로서는 대추야자, 밀 등이 있다. 주로 천연고무, 커피 등 수출용 작물을 재배하는 농업이다.